# فهرست استانداران بوشهر
این فهرست اسامی استانداران استان بوشهر، (از سال تشکیل استان در سال ۱۳۵۲ تاکنون) می‌باشد.

## فهرست
| حکومت پهلوی                          |                  |                  |                     |
| رضاخان عطابگی (وقارالملک)            |                  | ۲۶ شهریور ۱۳۰۴   |                     |
| محمدکریم‌خان وزیری                    | ۲۶ شهریور ۱۳۰۴   | ۲۱ مهر ۱۳۰۴      |                     |
| میرزا جعفرخان خواجه‌نوری (موفق‌الدوله) | ۲۱ مهر ۱۳۰۴      | ۵ مرداد ۱۳۰۵     |                     |
| آقا محمد میرزا علی خان (منتصرالملک)  | ۵ مرداد ۱۳۰۵     | ۲۷ آبان ۱۳۰۵     |                     |
| احمدخان نیک‌پی (مفخم‌الملک)            | ۲۷ آبان ۱۳۰۵     | ۳۰ تیر ۱۳۰۶      |                     |
| میرزا مهدی خان نشاکی                 | ۳۰ تیر ۱۳۰۶      | ۲۹ شهریور ۱۳۰۶   |                     |
| میرزا غلام‌علی خان فتوحی (معین‌الملک)  | ۲۹ شهریور ۱۳۰۶   | ۳۰ اردیبهشت ۱۳۰۷ |                     |
| عبدالله خان منجمی                    | ۳۰ اردیبهشت ۱۳۰۷ | ۹ شهریور ۱۳۰۷    |                     |
| آقا مظفرخان علم                      | ۹ شهریور ۱۳۰۷    | ۲۲ اردیبهشت ۱۳۰۹ |                     |
| حسین علی خان شهروزی                  | ۲۲ اردیبهشت ۱۳۰۹ | ۱ دی ۱۳۰۹        |                     |
| آقا مظفرخان علم                      | ۱ دی ۱۳۰۹        |                  |                     |
| سید احمد خاتمی                       | ۱ خرداد ۱۳۴۶     |                  |                     |
| احمد جلالی                           | ۹ خرداد ۱۳۵۳     | ۱۷ آذر ۱۳۵۴      |                     |
| مهدی بطحائی                          | ۱۷ آذر ۱۳۵۴      |                  |                     |
| جمهوری اسلامی ایران                  |                  |                  |                     |
| محمدباقر شایورد                      | ۱۵ اسفند ۱۳۵۷    | ۱۸ اردیبهشت ۱۳۵۸ | دولت موقت           |
| نصرت‌الله گرجی                        | ۱۴ اسفند ۱۳۵۹    | ۱۳ اسفند ۱۳۶۰    | ابوالحسن بنی‌صدر     |
| سید احمد نصری                        | ۱۳ اسفند ۱۳۶۰    | ۱۵ تیر ۱۳۶۲      | میرحسین موسوی       |
| محمدتقی زمانیان                      | ۱۵ تیر ۱۳۶۲      | ۱۹ آذر ۱۳۶۴      | میرحسین موسوی       |
| محمدرضا مجیدی(سرپرست)                | ۱۹ آذر ۱۳۶۴      | ۲۸ اسفند ۱۳۶۴    | میرحسین موسوی       |
| علی صوفی                             | ۲۸ اسفند ۱۳۶۴    | ۹ مهر ۱۳۶۸       | میرحسین موسوی       |
| غلامرضا صحرائیان                     | ۹ مهر ۱۳۶۸       | ۲۵ تیر ۱۳۷۱      | اکبر هاشمی رفسنجانی |
| محمدعلی سعدایی(سرپرست)               | ۲۵ تیر ۱۳۷۱      | ۲۰ مهر ۱۳۷۱      | اکبر هاشمی رفسنجانی |
| عبدالرحمن ندیمی                      | ۲۰ مهر ۱۳۷۱      | ۲۲ مهر ۱۳۷۶      | اکبر هاشمی رفسنجانی |
| محمدابراهیم انصاری لاری              | ۲۲ مهر ۱۳۷۶      | ۱۹ شهریور ۱۳۷۸   | سید محمد خاتمی      |
| حسن یونس سینکی                       | ۱۰ مهر ۱۳۷۸      | ۸ اسفند ۱۳۸۰     | سید محمد خاتمی      |
| محمدرضا صالحی(سرپرست)                | ۹ اسفند ۱۳۸۰     | ۳۰ خرداد ۱۳۸۱    | سید محمد خاتمی      |
| اسماعیل تبادار                       | ۲۲ خرداد ۱۳۸۱    | ۴ آبان ۱۳۸۴      | سید محمد خاتمی      |
| علی افراشته                          | ۴ آبان ۱۳۸۴      | ۱۰ تیر ۱۳۸۷      | محمود احمدی‌نژاد     |
| ابوطالب شفقت                         | ۲۷ تیر ۱۳۸۷      | ۲۸ تیر ۱۳۸۹      | محمود احمدی‌نژاد     |
| محمدحسین جهانبخش                     | ۲۹ تیر ۱۳۸۹      | ۲۰ شهریور ۱۳۹۱   | محمود احمدی‌نژاد     |
| فریدون حسنوند                        | ۱۵ شهریور ۱۳۹۱   | آذر ۱۳۹۲         | محمود احمدی‌نژاد     |
| مصطفی سالاری                         | ۱۳ آذر ۱۳۹۲      | ۲ مهر ۱۳۹۶       | حسن روحانی          |
| عبدالکریم گراوند                     | ۱۶ مهر ۱۳۹۶      | ۳۱ شهریور ۱۴۰۰   | حسن روحانی          |
| احمد محمدی‌زاده                       | ۳۱ شهریور ۱۴۰۰   | ۱۳ آبان ۱۴۰۳     | سید ابراهیم رئیسی   |
| ارسلان زارع                          | ۱۳ آبان ۱۴۰۳     | متصدی            | مسعود پزشکیان       |